# Ludwik Widerszal

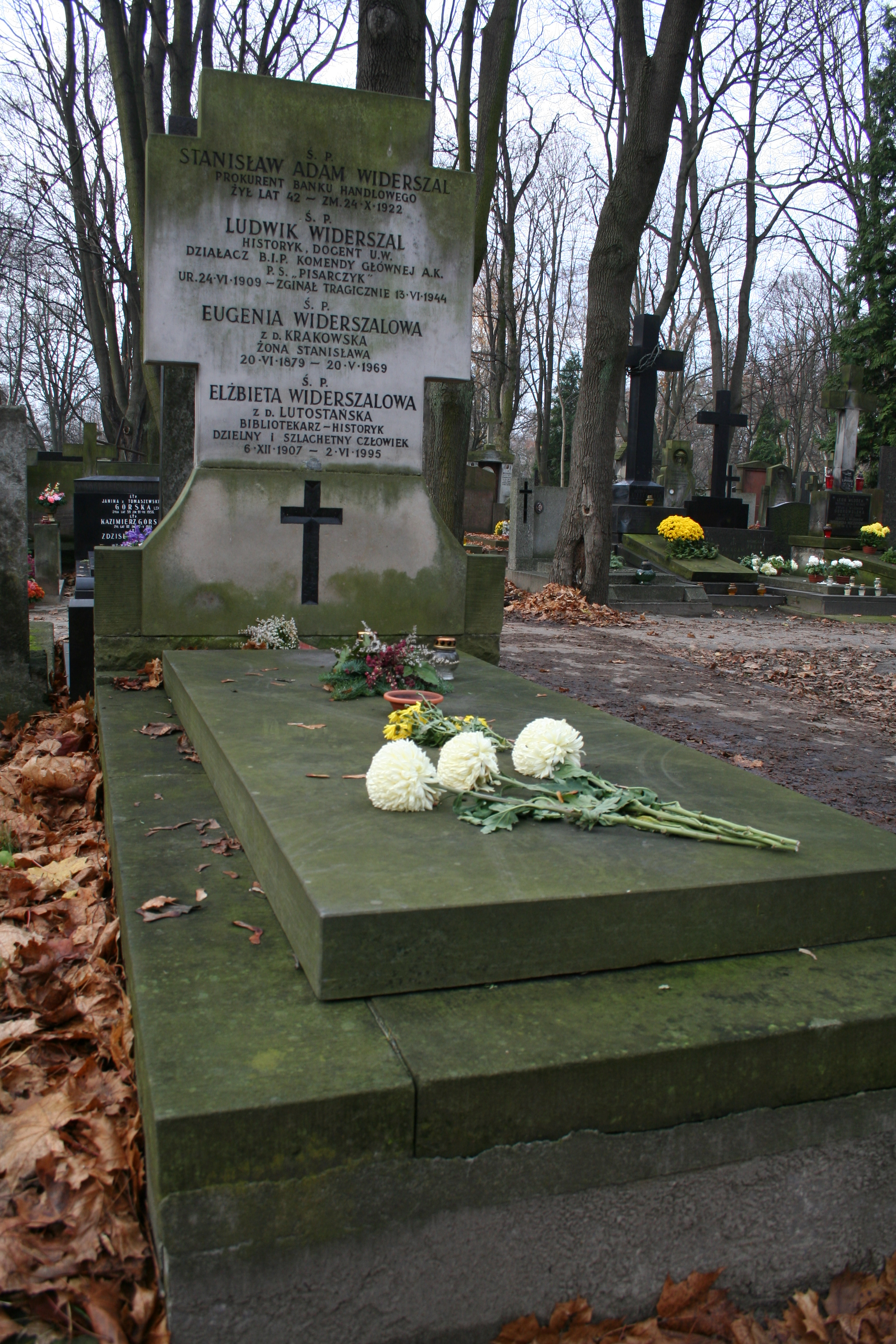
Grób Ludwika Widerszala na warszawskim cmentarzu Powązkowskim

Ludwik Nikodem Widerszal ps. „Krysiński”, „Pisarczyk” (ur. 24 kwietnia 1909 w Warszawie, zm. 13 czerwca 1944 w Warszawie) – polski historyk i archiwista, znawca dziejów Bałkanów i Kaukazu, członek Wydziału Informacji Biura Informacji i Propagandy Komendy Głównej Związku Walki Zbrojnej i Armii Krajowej.

## Życiorys
Urodził się w inteligenckiej rodzinie żydowskiej Adama Stanisława - pracownika bankowego oraz Reginy Eugenii z Krakowskich. W latach 1919–1921 uczęszczał do Państwowego Gimnazjum im. Tadeusza Czackiego, później do Państwowego Gimnazjum im. Adama Mickiewicza w Warszawie, w którym w 1925 uzyskał świadectwo maturalne. Po śmierci ojca zarabiał na życie udzielaniem lekcji. W 1926 rozpoczął studia historyczne na Uniwersytecie Warszawskim (m.in. pod kierunkiem Marcelego Handelsmana). W 1930 obronił pracę magisterską pod tytułem Tradycje napoleońskie we Francji i w Polsce przed rokiem 1848. Od 1928 pracował w Instytucie Historycznym UW jako asystent-wolontariusz, a po 1932 młodszy asystent. W 1930 uzyskał stopień doktora za pracę Sprawy kaukaskie w polityce europejskiej w latach 1831–1864 (opublikowana w 1934). W 1933 był współorganizatorem VII Międzynarodowego Kongresu Historycznego w Warszawie, na którym przedstawił referat poświęcony polityce brytyjskiej na Zachodnim Kaukazie w XIX wieku. Pięć lat później wziął udział w VIII Kongresie w Zurychu, na którym miał wystąpienie poświęcone bułgarskiemu ruchowi narodowemu.
W latach 1935–1939 zatrudniony w Archiwum Wojskowym, na krótko przed wybuchem wojny podjął pracę w Archiwum Akt Nowych. W 1938 uzyskał habilitację za pracę Bułgarski ruch narodowy 1856-1872.
W czasie II wojny światowej wykładowca tajnego uniwersytetu w Warszawie (od 1942). Od 1939 pracował w Biurze Informacji i Propagandy Komendy Głównej ZWZ, a później Armii Krajowej, gdzie zajmował się sprawami międzynarodowymi. Od 1942 stał na czele Podwydziału „Z”, w którego obszarze zainteresowań leżały kwestie ziem wschodnich i zachodnich, sprawy narodowościowe oraz polityka międzynarodowa.
Był inicjatorem powstania Referatu Żydowskiego w Wydziale Informacji Biura Informacji i Propagandy KG AK.
13 czerwca 1944 został zamordowany we własnym mieszkaniu przez działaczy podziemia, którzy oświadczyli mu, że on i jego żona są Żydami-komunistami. Po naradzie, działacze podziemia odstąpili od zabójstwa (będącej w dziewiątym miesiącu ciąży) jego żony Elżbiety.
Ludwik Widerszal spoczywa wraz z żoną i rodzicami w rodzinnym grobowcu na cmentarzu Powązkowskim w Warszawie (kw. 235–V–1).
Pośmiertnie został odznaczony Srebrnym Krzyżem Zasługi z Mieczami.

## Wybrane publikacje
- Angielska polityka zagraniczna 1830-1870: przegląd literatury z lat 1925–1933, Warszawa 1934.
- The British policy in the western Caucasus 1833-1842 : Palmerston, Ponsonby, Urquhart, Varsovie 1933.
- Bułgarski ruch narodowy 1856-1872, Warszawa 1937.
- Najnowsze studja (1914-1935) o epoce bułgarskiego odrodzenia narodowego, Warszawa 1935.
- Powstanie styczniowe w dziejach Słowian bałkańskich, Czechów i Rumunów, Warszawa 1938.
- Ruchy wolnościowe na Bałkanach, Lwów 1939.
- Sprawa cieśnin i Morza Czarnego w latach 1829–1914 w historjografji lat 1900–1932, Warszawa 1933.
- Sprawy kaukaskie w polityce europejskiej w 1831-1863, Warszawa 1934.
- Z papierów Aleksandra Ekzarcha, Warszawa 1935.
- Źródła do dziejów powstania styczniowego w Archiwum Wojskowym, Warszawa 1938, współautor Jan Giergielewicz.